# ダヴィード・カゼラシュヴィリ
ダヴィード・カゼラシュヴィリ（グルジア語: დავით კეზერაშვილი、Davit Kezerashvili、1978年9月22日 - ）は、グルジアの政治家。2006年から2008年までグルジア共和国国防相。

## 経歴・概要
1977年または1978年、トビリシ生まれ。ユダヤ系とされる。ロシアとイスラエルで学び、その後グルジアに帰国し、トビリシ大学 (Tbilisi State University) で国際関係を学んだ。
司法省勤務の後、後にグルジア大統領となるミヘイル・サアカシュヴィリのアシスタントとなり、トビリシ市議会議長に選出される際など、政治的パトロネージュの関係を構築する。
2004年から2006年11月まで財務省に勤務。この間、財務警察軍（税務警察）長官も務める。2006年11月11日イラクリー・オクルアシュヴィリ (Irakli Okruashvili) の後任として国防相に任命される。

## 政策・政治的見解
自由主義政党統一国民運動（のちに国民運動・民主主義者）の創設メンバーの一人であり、2002年総選挙には同党から立候補した。
カゼラシュヴィリは、ミヘイル・サアカシュヴィリ大統領の側近であり盟友として知られる。
国防相に就任した際にはグルジア労働党 (Georgian Labour Party) のシャルヴァ・ナテラシュヴィリ (Shalva Natelashvili) から「軍曹すら務めていない」と軍歴が皆無であることを批判されている。
財務警察長官時代には、脱税企業を捜査する際、企業を襲撃するような強攻策を取ったこともある。